# John Baptist Wu Cheng-chung
John Baptist Wu Cheng-chung (Ho Hau, 26 marzo 1925 – Hong Kong, 23 settembre 2002) è stato un cardinale e vescovo cattolico cinese, vescovo di Hong Kong dal 1975 al 2002.

## Biografia
Nacque a Ho Hau il 26 marzo 1925.
Papa Giovanni Paolo II lo elevò al rango di cardinale nel concistoro del 28 giugno 1988. Fu il primo religioso di Hong Kong a ricevere la berretta cardinalizia.
Morì il 23 settembre 2002 all'età di 77 anni e venne sepolto, come i suoi predecessori, nella cripta della cattedrale dell'Immacolata Concezione.

## Genealogia episcopale e successione apostolica
La genealogia episcopale è:
- Cardinale Scipione Rebiba
- Cardinale Giulio Antonio Santori
- Cardinale Girolamo Bernerio, O.P.
- Arcivescovo Galeazzo Sanvitale
- Cardinale Ludovico Ludovisi
- Cardinale Luigi Caetani
- Cardinale Ulderico Carpegna
- Cardinale Paluzzo Paluzzi Altieri degli Albertoni
- Papa Benedetto XIII
- Papa Benedetto XIV
- Papa Clemente XIII
- Cardinale Bernardino Giraud
- Cardinale Alessandro Mattei
- Cardinale Pietro Francesco Galleffi
- Cardinale Giacomo Filippo Fransoni
- Cardinale Carlo Sacconi
- Cardinale Edward Henry Howard
- Cardinale Mariano Rampolla del Tindaro
- Cardinale Rafael Merry del Val
- Arcivescovo Duarte Leopoldo e Silva
- Arcivescovo Paulo de Tarso Campos
- Cardinale Agnelo Rossi
- Cardinale John Baptist Wu Cheng-chung

La successione apostolica è:
- Vescovo Arquimínio Rodrigues da Costa (1976)
- Cardinale Joseph Zen Ze-kiun, S.D.B. (1996)
- Cardinale John Tong Hon (1996)